# Little Sis Nora
Little Sis Nora, właściwie Nora Maria Ekberg (ur. 30 sierpnia 1996 w Borås) – szwedzka piosenkarka, producentka muzyczna, kompozytorka i autorka tekstów, współpracująca najczęściej z AronChupą. Od 2020 wydaje single również jako solowa artystka.

## Życiorys

### Rodzina
Ojcem piosenkarki jest Michael Ekberg, matką Maria Ekberg, a starszym bratem – Aron Michaele Ekberg, producent muzyczny występujący pod pseudonimem AronChupa.

### Kariera muzyczna
Najbardziej znana jest z singli, które tworzy wraz z AronChupą. Największą popularność zdobyła ich piosenka „I’m an Albatraoz” z 2014 roku, która dostała się do kilkunastu list przebojów, w tym na pierwsze miejsce w Szwecji, czy Danii, a także na 13. pozycję w Polsce (na liście AirPlay – Top). Po tym sukcesie rodzeństwo kontynuowało współpracę, nagrywając kolejne single: „Llama in My Living Room” w 2017 roku (23. miejsce w Polsce) „Rave in the Grave” w 2018 roku (21. pozycja w Polsce), czy „Hole in the Roof” w 2019 roku (30. miejsce w Polsce).
W 2020 roku nagrała swój pierwszy solowy singel „FUN”, który jednak nie dostał się do oficjalnych list przebojów w żadnym kraju, ale dotarł do 29. miejsca na austriackiej liście iTunes. Następnie, wraz z bratem nagrała singiel „The Woodchuck Song”, bazujący na anglojęzycznym łamańcu językowym How much wood would a woodchuck chuck. Dostał się on do szwedzkiej listy przebojów (83. pozycja) oraz do list przebojów Wspólnoty Niepodległych Państw (Top Radio Hits: 26. miejsce, Top Radio & YouTube Hits: 21. miejsce). W październiku 2020 roku wydali utwór „What Was in That Glass”.
Single AronChupy i Nory Ekberg znalazły się w edycjach gry Just Dance, w tym „I’m an Albatraoz” (Just Dance 2016), „Little Swing” (Just Dance 2017), czy „Rave in the Grave” (Just Dance 2019).
W grudniu 2020 roku wraz z bratem wydała świąteczny minialbum I’m the Santa Claoz składający się z trzech utworów muzycznych: „I'm the Santa Claoz”, „Where Is Santa Claoz?” oraz „Ho Ho Ho”. W 2021 roku w duecie z Aronchupą wydała singiel „Trombone”. 7 maja wydała solowy singiel „MDMA”, a w teledysku do utworu zagrała kobietę, która chce nielegalnie kupić tytułowy narkotyk 3,4-Metylenodioksymetamfetaminę. Muzyka do utworu pochodzi z singla zespołu Albatraoz „E (Ventex)”, którego jest członkinią. Singel stał się przebojem na terenie Malezji. Utwór dotarł do drugiego miejsca na Best Liście Vox FM. Następnie został on zremiksowany przez australijskiego DJ S3rla. Nagranie to zostało wydane jako singel 28 maja 2021 roku.
1 października 2021 wydała solowy singiel „Rave In My Garage”, będący anglojęzyczną wersją utworu zespołu Albatraoz „Rave i mitt garage”, który zajął 69. miejsce na liście przebojów w Szwecji.

## Dyskografia

### Minialbumy
| Rok  | Album |
| ---- | --- |
| 2020 | I’m the Santa Claoz (oraz AronChupa) - Data: 20 listopada 2020 - Wydawca: House of Albatraoz, Sony Music Sweden - Format: digital download, streaming |

### Jako główny artysta
| Rok                                                      | Tytuł                                      | Pozycja na liście przebojów | Pozycja na liście przebojów | Pozycja na liście przebojów | Pozycja na liście przebojów | Pozycja na liście przebojów | Pozycja na liście przebojów | Pozycja na liście przebojów | Pozycja na liście przebojów | Certyfikat                | Album |
| Rok                                                      | Tytuł                                      | SWE                         | POL                         | MDA                         | BLR                         | RO                          | RO                          | WNP                         | WNP                         | Certyfikat                | Album |
| Rok                                                      | Tytuł                                      | SWE                         | POL                         | MDA                         | BLR                         | Radio                       | Airplay                     | Radio                       | Radio & YouTube             | Certyfikat                | Album |
| -------------------------------------------------------- | ------------------------------------------ | --------------------------- | --------------------------- | --------------------------- | --------------------------- | --------------------------- | --------------------------- | --------------------------- | --------------------------- | ------------------------- | ----- |
| 2017                                                     | „Llama in My Living Room” (oraz AronChupa) | –                           | 23                          | –                           | –                           | –                           | –                           | –                           | –                           | - POL: diamentowa płyta   | —     |
| 2018                                                     | „Rave in the Grave” (oraz AronChupa)       | 93                          | 21                          | –                           | –                           | –                           | –                           | –                           | –                           | - POL: 2× platynowa płyta | —     |
| 2019                                                     | „Hole in the Roof” (oraz AronChupa)        | –                           | 30                          | –                           | –                           | –                           | –                           | 9                           | 11                          |                           | —     |
| 2020                                                     | „Thai Massage” (oraz AronChupa)            | –                           | –                           | –                           | –                           | –                           | –                           | –                           | –                           |                           | —     |
| 2020                                                     | „Fun”                                      | –                           | –                           | –                           | –                           | –                           | –                           | –                           | –                           |                           | —     |
| 2020                                                     | „The Woodchuck Song” (oraz AronChupa)      | 83                          | –                           | 8                           | 44                          | 3                           | 13                          | 26                          | 21                          |                           | —     |
| 2020                                                     | „What Was in That Glass” (oraz AronChupa)  | –                           | –                           | –                           | –                           | –                           | –                           | –                           | –                           |                           | —     |
| 2021                                                     | „Trombone” (oraz AronChupa)                | –                           | –                           | –                           | –                           | –                           | –                           | 243                         | 265                         |                           | —     |
| 2021                                                     | „MDMA”                                     | –                           | –                           | –                           | –                           | –                           | –                           | –                           | –                           |                           | —     |
| 2021                                                     | „Rave In My Garage”                        | –                           | –                           | –                           | –                           | –                           | –                           | –                           | –                           |                           | —     |
| 2022                                                     | „Limousine”                                | –                           | 30                          | –                           | –                           | –                           | –                           | –                           | –                           |                           | —     |
| „–” oznacza, że singel nie był notowany na danej liście. |                                            |                             |                             |                             |                             |                             |                             |                             |                             |                           |       |

### Jako artysta gościnny
| Rok                                                      | Tytuł                                                                       | Pozycja na liście przebojów | Pozycja na liście przebojów | Pozycja na liście przebojów | Pozycja na liście przebojów | Pozycja na liście przebojów | Pozycja na liście przebojów | Pozycja na liście przebojów | Pozycja na liście przebojów | Pozycja na liście przebojów | Pozycja na liście przebojów | Pozycja na liście przebojów | Pozycja na liście przebojów | Pozycja na liście przebojów | Pozycja na liście przebojów | Pozycja na liście przebojów | Certyfikat | Album |
| Rok                                                      | Tytuł                                                                       | SWE                         | AUS                         | NZL                         | GER                         | NOR                         | NLD                         | AUT                         | FIN                         | DEN                         | FRA                         | ITA                         | POL                         | WNP                         | WNP                         | UK                          | Certyfikat | Album |
| Rok                                                      | Tytuł                                                                       | SWE                         | AUS                         | NZL                         | GER                         | NOR                         | NLD                         | AUT                         | FIN                         | DEN                         | FRA                         | ITA                         | POL                         | Radio                       | Radio & YouTube             | UK                          | Certyfikat | Album |
| -------------------------------------------------------- | --------------------------------------------------------------------------- | --------------------------- | --------------------------- | --------------------------- | --------------------------- | --------------------------- | --------------------------- | --------------------------- | --------------------------- | --------------------------- | --------------------------- | --------------------------- | --------------------------- | --------------------------- | --------------------------- | --------------------------- | --- | ----- |
| 2014                                                     | „I’m an Albatraoz” (AronChupa, gościnnie: Little Sis Nora)                  | 1                           | 2                           | 3                           | 4                           | 5                           | 2                           | 2                           | 5                           | 1                           | 7                           | 2                           | 13                          | 11                          | 11                          | 25                          | - SWE: 2× platynowa płyta - AUS: 2× platynowa płyta - AUT: złota płyta - CAN: 4× platynowa płyta - DEN: platynowa płyta - ITA: 3× platynowa płyta - GER: złota płyta - US: złota płyta - NZ: platynowa płyta | —     |
| 2016                                                     | „Little Swing” (AronChupa, gościnnie: Little Sis Nora)                      | –                           | –                           | –                           | –                           | –                           | –                           | –                           | 48                          | –                           | –                           | –                           | –                           | 139                         | 177                         | –                           | - POL: złota płyta | —     |
| 2016                                                     | „Grandpa's Groove” (Aronchupa oraz Parov Stelar, gościnnie Little Sis Nora) | –                           | –                           | –                           | –                           | –                           | –                           | –                           | –                           | –                           | –                           | –                           | –                           | –                           | –                           | –                           | | —     |
| „–” oznacza, że singel nie był notowany na danej liście. |                                                                             |                             |                             |                             |                             |                             |                             |                             |                             |                             |                             |                             |                             |                             |                             |                             | |       |

### Inne notowane utwory
| Rok                                                       | Tytuł                                    | Pozycja na liście przebojów | Pozycja na liście przebojów |
| Rok                                                       | Tytuł                                    | DEN (iTunes)                | SWE (iTunes)                |
| --------------------------------------------------------- | ---------------------------------------- | --------------------------- | --------------------------- |
| 2020                                                      | „Where Is Santa Claoz?” (oraz Aronchupa) | 68                          | –                           |
| 2020                                                      | „I'm the Santa Claoz” (oraz Aronchupa)   | –                           | 63                          |
| „–” oznacza, że singiel nie był notowany na danej liście. |                                          |                             |                             |

### Utwory dla innych artystów
| Rok  | Wykonawca | Album | Utwór                             | Uwagi         | Źr.    |
| ---- | --------- | ----- | --------------------------------- | ------------- | ------ |
| 2020 | Bassface  | –     | „Big Boys”                        | muzyka, słowa | [ 70 ] |
| 2020 | Dolores   | –     | „Dansa i neon”                    | produkcja     | [ 71 ] |
| 2020 | Dolores   | –     | „Genom eld & vatten”              | produkcja     | [ 72 ] |
| 2020 | Dolores   | –     | „Michelangelo (Men så svara då!)” | produkcja     | [ 73 ] |